# Mehmed Siroco
Suluc Mehmed Paxá, mais conhecido na Europa como Mohammed Sirocco, Mehmed Siroco, ou Mehmet Shoraq (1525 — 7 de outubro de 1571) foi um vice-rei do Império Otomano no Egito e governador de Alexandria, em meados do século XVI.
Foi nomeado almirante no comando da ala direita otomana  na batalha de Lepanto em 1571. Combateu a ala esquerda cristã liderada por Agostino Barbarigo, morrendo no combate.